# Barefoot and Buckwild
«Barefoot and Buckwild» es una canción interpretada por la cantante y compositora estadounidense Lauren Alaina, escrita por Alaina junto a Chris DeStefano y Jon Nite. Fue publicado el 7 de mayo de 2013 a través de Mercury Nashville y 19 Recordings como sencillo independiente.

## Antecedentes y lanzamiento
Barefoot and Buckwild fue inicialmente concebido como el primer sencillo del segundo álbum de Alaina, Road Less Traveled, el cual estuvo en su momento sin título y tentativamente programado para ser lanzado a finales de 2013. Sin embargo, después de la decepcionante recepción en los listados y la cirugía vocal de Alaina en el verano de 2014, Alaina retomó el proceso de grabación para el álbum y la canción fue dejada a un lado a último momento para la lista final de canciones.

## Presentaciones en vivo
Alaina debutó la canción en el show de resultados del Top 3 de la decimosegunda temporada de American Idol el 9 de mayo de 2013.

## Historial de lanzamiento
| País           | Fecha             | Formato          |
| -------------- | ----------------- | ---------------- |
| Estados Unidos | 7 de mayo de 2013 | Radio Country    |
| Estados Unidos | 7 de mayo de 2013 | Descarga digital |